# Стојан Коруба
Стојан Симоновић (Шапранце, 1872 – Врањска Бања, 1937), знан по ратном имену Коруба, био је српски четник и војни путовођа на почетку двадесетог века у Трговишту и Пчињском округу.

## Биографија
Рођен је у сиромашној породици у селу Шапранце, тадашњем Османском царству, живео у пограничној Прешевској кази, и није ишао у школу, већ чувао овце. Како је одрастао у крају је почео да се развија покрет отпора за борбу против Османлија, у виду четничких герила бораца. Ноћу је прелазио границу и носио поверљива писма у  у Манастир Светог Пантелејмона у Лепчинцу. У својим путописима његову храброст описао је Станислав Краков. Његово познавање краја чинило га је битним чланом четничке организације, и био је поштован путовођа. Учествовао је Бици на Табановцу, а једном су успели да га ухвате у заседу, претуку и одведу у затвор у Скопље. Прогутао је писмо, и успео да сакрије златне дукате, подмити стражаре и побегне из затвора. Са породицом је прешао у Врањску Бању, где се опет придружио четницима, који су му дали надимак Лисица. Од 1911. живео је у Бањи, а учествовао у Балканским ратовима и Првом светском рату, где се истакао у Кумановској бици. Прешао је Албанску голготу до Солунског фронта. Умро је 1937. године и сахрањен је у Врањској бањи. Имао је сина Владу, који је био учитељ, и две унуке, које су се касније иселиле из пчињског краја. Милосав Јелић је написао песму о њему 1919. године објављену у Србијанском венцу. Песму је музички опевао Милан Мића Петровић.